# KissAnime
KissAnime – serwis internetowy umożliwiający nielegalne pobieranie i oglądanie filmów oraz seriali typu anime. Funkcjonował jako siostrzana strona portalu udostępniającego mangę (KissManga). KissAnime został opisany jako „jeden z największych serwisów udostępniających anime na zasadzie streamingu”. Blog TorrentFreak poinformował, że witryna miała miliony użytkowników, a przez pewien czas stanowiła „najczęściej odwiedzaną piracką stronę na świecie”.
Serwis został zamknięty 14 sierpnia 2020 r., po ok. 8 latach istnienia (witryna w domenie .com została zarejestrowana w 2012 r., a nowszy adres w domenie .ru – w 2016 r.), ze względu na skargi na gruncie praw autorskich, związane ze zmianami w japońskich przepisach dotyczących piractwa internetowego.